# Dendrobium suzukii
Dendrobium suzukii là một loài thực vật có hoa trong họ Lan. Loài này được T.Yukawa mô tả khoa học đầu tiên năm 2002.